# Associazione Calcio Pavia 1986-1987
Questa voce raccoglie le informazioni riguardanti l'Associazione Calcio Pavia nelle competizioni ufficiali della stagione 1986-1987.

## Stagione
Nella stagione 1986-1987 il Pavia disputa il girone B del campionato di Serie C2, con 45 punti ottiene la seconda piazza, alle spalle dell'Ospitaletto, che con 47 punti lo ha vinto, sono entrambe sono state promosse in Serie C1. Il Direttore sportivo del Pavia Ennio Fiaschi consegna nelle mani dell'allenatore Gianni Bui una sontuosa formazione. Nella squadra azzurra pavese in questa stagione militano alcuni calciatori che sono destinati ad un roseo avvenire, Massimo Crippa e Roberto Rambaudi arriveranno nella nazionale maggiore, Gualtiero Grandini in Serie A nel Foggia. Il Pavia vanta la miglior difesa del torneo con sole 14 reti subite in 34 incontri. Il Comunale di Pavia resta imbattuto, gli azzurri hanno chiuso l'andata con 25 punti, un passo dietro l'Ospitaletto di Gigi Maifredi, vera rivelazione del torneo. Anche la chiusura del campionato rispecchia questi valori, con il Mestre, terzo incomodo staccato di sei lunghezze. Sfiorisce la vena realizzativa di Santino Pozzi, segna 2 reti in 17 partite, ma trova un degno successore in Roberto Rambaudi che segna 3 reti in Coppa Italia e 12 in campionato. Nella Coppa Italia di Serie C la squadra pavese, disputa prima del campionato, il girone C di qualificazione, che ha promosso l'Oltrepò di Stradella ai sedicesimi di finale. Si è trattato di un girone nel quale alcune partite sono state decise a tavolino dalle delibere del Giudice Sportivo, per irregolarità riscontrate nei tesseramenti dei giocatori.

## Rosa
| N. |                   | Ruolo | Calciatore           |
| -- | ----------------- | ----- | -------------------- |
|    | Italia (bandiera) | P     | Renato Biasi         |
|    | Italia (bandiera) | C     | Paolo Bocchinu       |
|    | Italia (bandiera) | C     | Luca Campistri       |
|    | Italia (bandiera) | D     | Pier Luigi Carpineti |
|    | Italia (bandiera) | C     | Roberto Correnti     |
|    | Italia (bandiera) | A     | Franco Corti         |
|    | Italia (bandiera) | C     | Massimo Crippa       |
|    | Italia (bandiera) | D     | Rocco Crippa         |
|    | Italia (bandiera) | C     | Marco Dell'Amico     |
|    | Italia (bandiera) | D     | Achille Fabbri       |
|    | Italia (bandiera) | C     | Gualtiero Grandini   |

| N. |                   | Ruolo | Calciatore            |
| -- | ----------------- | ----- | --------------------- |
|    | Italia (bandiera) | P     | Alessandro Guercilena |
|    | Italia (bandiera) | C     | Giuseppe Marozzi      |
|    | Italia (bandiera) | D     | Giorgio Mastropasqua  |
|    | Italia (bandiera) | A     | Vittorio Moretti      |
|    | Italia (bandiera) | C     | Maurizio Pertusi      |
|    | Italia (bandiera) | A     | Santino Pozzi         |
|    | Italia (bandiera) | D     | Massimo Provvido      |
|    | Italia (bandiera) | A     | Roberto Rambaudi      |
|    | Italia (bandiera) | C     | Maurizio Re           |
|    | Italia (bandiera) | C     | Giacomo Samaden       |
|    | Italia (bandiera) | A     | Franco Turrini        |

## Risultati

### Serie C2

#### Girone di andata
| Arbitro: | Guida (Palermo) |

|                                   |           |  |
| Fabbri 18’ Rambaudi 59’ Pozzi 85’ | Marcatori |  |

| Arbitro: | Cerina (Cagliari) |

|                  |           |                 |
| Niero 37’ (rig.) | Marcatori | 3’ (rig.) Pozzi |

| Pavia 5 ottobre 1986 3ª giornata | Pavia               | 0 – 0 | Pro Patria | Stadio Comunale\| Arbitro: \| Squadrito (Catania) \| |
| Arbitro:                         | Squadrito (Catania) |       |            |                                                      |

| Arbitro: | Rossignoli (Firenze) |

|                     |           |  |
| Galli 6’ Seeber 72’ | Marcatori |  |

| Arbitro: | Copercini (Parma) |

|                          |           |  |
| Pertusi 15’ Rambaudi 21’ | Marcatori |  |

| Arbitro: | Mantovani (Genova) |

|  |           |             |
|  | Marcatori | 7’ Bocchinu |

| Arbitro: | Di Gennaro (Ercolano) |

|                                 |           |  |
| Rambaudi 42’ (rig.) Turrini 50’ | Marcatori |  |

| Brescia 9 novembre 1986 8ª giornata | Ospitaletto       | 0 – 0 | Pavia | Stadio Mario Rigamonti\| Arbitro: \| Girotti (Bologna) \| |
| Arbitro:                            | Girotti (Bologna) |       |       |                                                           |

| Arbitro: | Trinchieri (Roma) |

|                 |           |                     |
| Maffioletti 53’ | Marcatori | 25’ (rig.) Rambaudi |

| Arbitro: | Leita (Udine) |

|               |           |            |
| Campistri 28’ | Marcatori | 34’ Zobbio |

| Arbitro: | Bonci (Siena) |

|                         |           |  |
| Pertusi 30’ Turrini 87’ | Marcatori |  |

| Treviso 7 dicembre 1986 12ª giornata | Treviso         | 0 – 0 | Pavia | Stadio Omobono Tenni\| Arbitro: \| Marchi (Padova) \| |
| Arbitro:                             | Marchi (Padova) |       |       |                                                       |

| Arbitro: | Bizzarri (Ferrara) |

|              |           |  |
| Rambaudi 54’ | Marcatori |  |

| Arbitro: | Raucci (Ercolano) |

|  |           |             |
|  | Marcatori | 3’ Bocchinu |

| Arbitro: | De Angelis (Civitavecchia) |

|                               |           |  |
| Rambaudi 42’, 60’ (rig.), 65’ | Marcatori |  |

| Arbitro: | Pegoretti (Trento) |

|             |           |             |
| Ruggeri 66’ | Marcatori | 4’ Rambaudi |

| Arbitro: | Falca (Pinerolo) |

|                  |           |  |
| Pertusi 54’, 73’ | Marcatori |  |

#### Girone di ritorno
| Arbitro: | Girotti (Bologna) |

|                         |           |                       |
| Pozzobon 42’ Mognon 74’ | Marcatori | 53’ Fabbri 71’ Crippa |

| Pavia 1º febbraio 1987 19ª giornata | Pavia              | 0 – 0 | Montebelluna | Stadio Comunale\| Arbitro: \| Di Savino (Foggia) \| |
| Arbitro:                            | Di Savino (Foggia) |       |              |                                                     |

| Arbitro: | Rosica (Roma) |

|                                |           |                           |
| Borroni 14’ Onorini 74’ (rig.) | Marcatori | 32’ Rambaudi 51’ Correnti |

| Arbitro: | Fucci (Salerno) |

|                         |           |  |
| Rambaudi 13’ Crippa 30’ | Marcatori |  |

| Venezia 22 febbraio 1987 22ª giornata | Venezia               | 0 – 0 | Pavia | Stadio Pierluigi Penzo\| Arbitro: \| Sanguineti (Chiavari) \| |
| Arbitro:                              | Sanguineti (Chiavari) |       |       |                                                               |

| Arbitro: | D'Ambrosio (Padova) |

|             |           |             |
| Pertusi 14’ | Marcatori | 79’ Marassi |

| Suzzara 8 marzo 1987 24ª giornata | Suzzara                     | 0 – 0 | Pavia | Stadio Comunale\| Arbitro: \| Cinciripini (Ascoli Piceno) \| |
| Arbitro:                          | Cinciripini (Ascoli Piceno) |       |       |                                                              |

| Arbitro: | Arcangeli (Terni) |

|               |           |  |
| Carpineti 62’ | Marcatori |  |

| Arbitro: | Bizzarri (Ferrara) |

|              |           |  |
| Bocchinu 88’ | Marcatori |  |

| Arbitro: | Di Savino (Foggia) |

|                |           |  |
| Garavaglia 33’ | Marcatori |  |

| Arbitro: | Guida (Palermo) |

|  |           |            |
|  | Marcatori | 9’ Pertusi |

| Arbitro: | Magliulo (Torre Annunziata) |

|                 |           |            |
| Schincaglia 18’ | Marcatori | 49’ Crippa |

| Mestre 3 maggio 1987 30ª giornata | Mestre               | 0 – 0 | Pavia | Stadio Francesco Baracca\| Arbitro: \| Rossignoli (Firenze) \| |
| Arbitro:                          | Rossignoli (Firenze) |       |       |                                                                |

| Arbitro: | Borghesi (Rimini) |

|                                           |           |  |
| Pertusi 17’ Rambaudi 50’ Mastropasqua 83’ | Marcatori |  |

| Orzinuovi 24 maggio 1987 32ª giornata | Orceana       | 0 – 0 | Pavia | Stadio Comunale\| Arbitro: \| Forte (Aosta) \| |
| Arbitro:                              | Forte (Aosta) |       |       |                                                |

| Pavia 31 maggio 1987 33ª giornata | Pavia          | 0 – 0 | Varese | Stadio Comunale\| Arbitro: \| Timpano (Roma) \| |
| Arbitro:                          | Timpano (Roma) |       |        |                                                 |

| Arbitro: | Merlino (Torre del Greco) |

|            |           |  |
| Vitale 69’ | Marcatori |  |

### Coppa Italia Serie C

#### Fase a gironi
| Arbitro: | Sileo (Bergamo) |

|           |           |                     |
| Curti 71’ | Marcatori | 49’ (rig.) Rambaudi |

| Arbitro: | Benazzoli (Bassano del Grappa) |

|                          |           |           |
| Campistri 22’ Crippa 90’ | Marcatori | 62’ Rossi |

| Arbitro: | Marchi (Padova) |

|              |           |  |
| Riviezzi 73’ | Marcatori |  |

| Arbitro: | Magliulo (Torre Annunziata) |

|                   |           |  |
| Rambaudi 29’, 35’ | Marcatori |  |

| Tortona 7 settembre 1986 5ª giornata | Derthona            | 0 – 0 A Tav. | Pavia | Stadio Fausto Coppi\| Arbitro: \| Bernardini (Rovigo) \| |
| Arbitro:                             | Bernardini (Rovigo) |              |       |                                                          |

| Arbitro: | Mantovani (Genova) |

|                              |           |               |
| Campistri 75’ Dell'Amico 80’ | Marcatori | 30’ Magnifico |